# Triancyra annulirugulosa
Triancyra annulirugulosa är en stekelart som beskrevs av Wang och Hu 1992. Triancyra annulirugulosa ingår i släktet Triancyra och familjen brokparasitsteklar. Inga underarter finns listade i Catalogue of Life.